# Acetato basico di piombo
L'acetato basico di piombo è un composto chimico avente formula bruta Pb(CH3COO)2·Pb(OH)2.

## Produzione
L'acetato basico di piombo si prepara sciogliendo il monossido di piombo in diacetato di piombo.

## Usi
L'acetato basico di piombo viene utilizzato come reagente nei test di determinazione dell'anidride solforosa, come astringente, e per la preparazione della biacca di piombo, dell'acqua vegetominerale e del liquido del villatte.
In passato veniva inoltre utilizzato per disinfettare le ferite.

### Biacca di piombo
L'acetato basico di piombo viene utilizzato nella produzione della biacca (o "bianco di piombo"), un pigmento bianco che veniva utilizzato maggiormente in passato, di formula Pb2(OH)2CO3.
Il processo originario, utilizzato fino al XIX secolo, consisteva nel porre dei vasi contenenti aceto (mescolato a lievito di birra) e lamine di piombo dello spessore di 0,5 mm (avvolti a spirale) in buche profonde 7-8 metri riempite con letame equino fresco e scarti di piombo, per cui i vapori del letame reagivano con l'acido acetico (presente nell'aceto) e il piombo.
Successivamente il procedimento originario di produzione della biacca di piombo venne sostituito dal processo di Clichy, che avviene secondo la seguente reazione di precipitazione:
2 Pb(CH3COO)2, PbO + 2 CO2 + 3 H2O → 2 PbCO3·Pb(OH)2 + 4 CH3COOH

### Acqua vegetominerale
Le soluzioni all'1% di acetato basico di piombo sono note in farmacologia con il nome di acqua vegetominerale o acqua saturnica. L'acqua vegetominerale si usa per applicazioni esterne e come antinfiammatorio (ad esempio nella terapia di contusioni, lussazioni e geloni).

### Liquido del villate
Il liquido del villate o verde rame è una soluzione farmacologica utilizzata per la cura del cancro del fettone dei cavalli. Si prepara a partire da solfato di rame, solfato di zinco, acetato basico di piombo e aceto bianco.